# Историја Габона
Мало се зна о историји Габона пре доласка европских истраживача. Банту мигранти су насељавали ову област почев од 14. века. Португалски истраживачи и трговци стигли су у то подручје крајем 15. века. Обала је касније постала центар Атлантске трговине робљем са европским трговцима робљем који су стигли у регион у 16. веку. 1839. и 1841. Француска је успоставила протекторат над обалом. Године 1849, заробљеници ослобођени са заробљеног брода за робове основали су Либрвил. У периоду 1862–1887, Француска је проширила своју контролу, укључујући унутрашњост државе, и преузела пун суверенитет. Године 1910. Габон је постао део Француске екваторијалне Африке, а 1960. године Габон је постао независан.
У време стицања независности Габона, постојале су две главне политичке странке: Габонски демократски блок (БДГ), предвођен Леоном М'Ба, и Габонска демократска и социјална унија (УДСГ), коју је предводио Жан Илер Обеим. На изборима у фебруару 1961. године, М'Ба је постао председник, а Обеим министар спољних послова. Једнопартијско решење се распало 1963. године, и дошло је до једнодневног бескрвног пуча 1964. године. У марту 1967. Леон М'Ба и Омар Бонго су изабрани за председника и потпредседника. М'Ба је умро касније те године. Бонго је прогласио Габон једнопартијском државом, распустио БДГ и основао Габонску демократску партију (ПДГ). Свеобухватне политичке реформе 1990. довеле су до новог устава, а ПДГ је добио велику већину на првим вишестраначким изборима у земљи у последњих 30 година. Упркос незадовољству опозиционих партија, Бонго је остао председник до своје смрти 2009.

## Рана историја
Друштва аутохтоних Пигмеја била су углавном расељена од око 1000. године наше ере па надаље мигрирајућим Банту народима са севера, као што су народ Фанг.  Мало се зна о племенском животу пре контакта са Европом, али племенска уметност сугерише богато културно наслеђе.
Први потврђени европски посетиоци Габона били су португалски истраживачи и трговци који су стигли крајем 15. века. У то време, јужна обала је била под контролом Краљевине Лоанго.  Португалци су се населили на приобалним острвима Сао Томе, Принсипе и Биоко(Фернандо По, шпански назив) али су били редовни посетиоци обале.
Регион Габон су назвали по португалској речи габао — капут са рукавима и капуљачом који подсећа на облик ушћа реке Комо. Више европских трговаца дошло је у регион у 16. веку, тргујући робовима, слоновачем и тропском шумом.  

## Француски колонијални период
Године 1838. и 1841. Француска је успоставила протекторат над приобалним регионима Габона уговорима са габонским обалним поглавицама.
Амерички мисионари из Нове Енглеске основали су мисију на ушћу реке Комо 1842. године. Године 1849. француске власти су ухватиле илегални брод робова и ослободиле заробљенике на њему. Заробљеници су пуштени у близини мисијске станице, где су основали насеље које се звало Либрвил (француски „слободан град“).
Француски истраживачи продрли су у густе џунгле Габона између 1862. и 1887. године. Најпознатији, Пјер Саворњон де Браза, користио је габонске носиоце и водиче у потрази за извориштем реке Конго. Француска је окупирала Габон 1885. године, али је њиме управљала тек од 1903. године. Прва политичка партија у Габону, Габонска омладина (Jeunesse Gabonais), основана је око 1922.
Године 1910. Габон је постао једна од четири територије Француске Екваторијалне Африке. Француска је 15. јула 1960. пристала да Габон постане потпуно независан.  17. августа 1960. Габон је постао независна држава.

## Независност
У време стицања независности Габона 1960. постојале су две главне политичке странке: Габонски демократски блок (БДГ), на челу са Леоном М'Ба, и Габонска демократска и социјална унија (УДСГ), коју је предводио Жан Илер Обеим. На првим изборима након стицања независности, одржаним по парламентарном систему, ниједна странка није успела да освоји већину. БДГ је добио подршку три од четири независна законодавна посланика, а М'Ба је именован за премијера. Убрзо након што су закључили да Габон нема довољан број људи за двопартијски систем, два страначка лидера су се договорила око јединствене листе кандидата. На изборима у фебруару 1961. године, одржаним по новом председничком систему, М'Ба је постао председник, а Обеим министар спољних послова.
Изгледа да је овај једнопартијски систем функционисао до фебруара 1963. године, када је већи елемент БДГ-а приморао чланове УДСГ-а да бирају између спајања партија или оставке. Министри кабинета УДСГ су поднели оставке, а М'Ба је расписао изборе за фебруар 1964. и смањио број посланика Народне скупштине (са 67 на 47). УДСГ није успео да сакупи листу кандидата који могу да испуне захтеве изборних уредби. Када је изгледало да ће БДГ вероватно победити на изборима, габонска војска је збацила М'Ба у бескрвном пучу 18. фебруара 1964. Француске трупе су следећег дана поново успоставиле његову владу. Избори су одржани у априлу 1964. са много учесника опозиције. Кандидати које подржава БДГ освојили су 31 мандат, а опозиција 16. Крајем 1966. године, устав је ревидиран како би се омогућила аутоматска сукцесија потпредседника ако председник умре на функцији. У марту 1967. Леон М'Ба и Омар Бонго (тада познат као Алберт Бонго) су изабрани за председника и потпредседника, а БДГ је освојио свих 47 места у Народној скупштини. М'Ба је умро касније те године, а Омар Бонго је постао председник.
У марту 1968. Бонго је прогласио Габон једнопартијском државом тако што је распустио БДГ и основао нову странку: Габонску демократску партију (Parti Démocratique Gabonais) (ПДГ). Он је позвао све Габонце, без обзира на претходну политичку припадност, да учествују. Бонго је изабран за председника у фебруару 1973; априла 1975. функција потпредседника је укинута и замењена функцијом премијера, који није имао право на аутоматску сукцесију. Бонго је поново изабран у децембру 1979. и новембру 1986. на 7-годишњи мандат. Користећи ПДГ као средство за гашење регионалног и племенског ривалства које је делило политику Габона у прошлости, Бонго је покушао да створи јединствен национални покрет као подршку владиној развојној политици.
Економско незадовољство и жеља за политичком либерализацијом изазвали су насилне демонстрације и штрајкове студената и радника почетком 1990. године. Као одговор на притужбе радника, Бонго је преговарао од сектора до сектора, правећи значајне уступке у платама. Поред тога, обећао је да ће отворити ПДГ и да ће организовати националну политичку конференцију у марту-априлу 1990. на којој ће се расправљати о будућем политичком систему Габона. Конференцији су присуствовале ПДГ и 74 политичке организације. Учесници су у суштини подељени у две лабаве коалиције, владајућу ПДГ и њене савезнике, и Уједињени фронт опозиционих удружења и партија, који се састоји од отцепљене Морене Фундаментал и Габонске напредне партије.
Конференција у априлу 1990. одобрила је опсежне политичке реформе, укључујући стварање националног Сената, децентрализацију буџетског процеса, слободу окупљања и штампе и укидање услова за излазну визу. У покушају да усмери трансформацију политичког система ка вишепартијској демократији, Бонго је поднео оставку на место председника ПДГ-а и створио прелазну владу на челу са новим премијером Казимиром Оје-Мбаом. Габонска социјалдемократска групација (РСДГ), како је названа новонастала влада, била је мања од претходне владе и укључивала је представнике неколико опозиционих партија у свом кабинету. РСДГ је у мају 1990. израдио привремени устав који је обезбедио закон о основним правима и независно судство, али је задржао јака извршна овлашћења председника. Након даљег разматрања од стране уставног одбора и Народне скупштине, овај документ је ступио на снагу у марту 1991. године. Према уставу из 1991. године, у случају смрти председника, премијер, председник Народне скупштине и министар одбране требало је да деле власт до одржавања нових избора.
Међутим, противљење ПДГ-а се наставило и септембра 1990. откривена су и заустављена два покушаја државног удара. Упркос антивладиним демонстрацијама након преране смрти једног опозиционог лидера, први вишестраначки избори за Народну скупштину у скоро 30 година одржани су у септембру–октобру 1990. године, а ПДГ је добио велику већину.
Након реизбора председника Бонга у децембру 1993. са 51% гласова, опозициони кандидати су одбили да потврде резултате избора. Озбиљни грађански немири довели су до споразума између владе и опозиционих фракција да раде на политичком решењу. Ови разговори су довели до Париског споразума у новембру 1994. године, према којем је неколико опозиционих личности укључено у владу националног јединства, а уставне реформе су одобрене на референдуму 1995. године. Међутим, овај аранжман је убрзо пропао, а законодавни и општински избори 1996. и 1997. године пружили су позадину за обновљену партијску политику. ПДГ је однела убедљиву победу на парламентарним изборима, али је неколико великих градова, укључујући Либрвил, изабрало опозиционе градоначелнике током локалних избора 1997. године.

## Модерна времена
Председник Бонго је стигао до лаких реизбора у децембру 1998. и новембру 2005. године, са великом већином гласова против подељене опозиције. Док су главни противници Бонга одбацили резултат као лажан, неки међународни посматрачи окарактерисали су резултате као репрезентативне упркос свим уоченим неправилностима. Законодавни избори одржани 2001–2002, које је бојкотовао већи број мањих опозиционих партија и који су били широко критиковани због својих административних слабости, створиле су Народну скупштину којом су скоро у потпуности доминирали ПДГ и савезнички независни посланици.
Омар Бонго је преминуо у шпанској болници 8. јуна 2009. 
Његов син Али Бонго Ондимба изабран је за председника на председничким изборима у августу 2009.  Реизабран је у августу 2016. на изборима праћеним бројним неправилностима, хапшењима, кршењима људских права и постизборним насиљем.  
Али Бонго Ондимба је 24. октобра 2018. хоспитализован у Ријаду због непознате болести. Бонго је 29. новембра 2018. пребачен у војну болницу у Рабату ради наставка опоравка.  Потпредседник Габона Мусаву је 9. децембра 2018. известио да је Бонго доживео мождани удар у Ријаду, да је напустио болницу у Рабату и да се тренутно опоравља у приватној резиденцији у Рабату.  Од 24. октобра 2018. Бонго није виђен у јавности, а због недостатка доказа да је жив или мртав, многи су спекулисали да ли је заиста жив или не.  Бонго је 1. јануара 2019. дао своје прво јавно обраћање путем видео снимка постављеног на друштвеним мрежама откако се разболео у октобру 2018. године, чиме је прекинуо све гласине да је мртав. 
Дана 7. јануара 2019. године, војници у Габону су покренули неуспешан покушај државног удара. 
Делегација Комонвелта је 11. маја 2021. посетила Габон док је Али Бонго посетио Лондон да би се састао са генералним секретаром организације која окупља 54 земље енглеског говорног подручја. Председник Бонго је изразио спремност Габона да се придружи Комонвелту. 